# Zbigniew Skiełczyński
Zbigniew Skiełczyński (ur. 23 lutego 1942 w Łowiczu, zm. 20 lipca 2004) – polski duchowny katolicki, autor licznych publikacji traktujących o regionie łowickim oraz jego historii.

## Życiorys
Od 1959 był klerykiem w warszawskim seminarium metropolitalnym. Święcenia kapłańskie otrzymał 27 maja 1965 z rąk kardynała Stefana Wyszyńskiego. Był proboszczem w Górkach Kampinoskich oraz w Kocierzewie.
Pełnił obowiązki kustosza Archiwum i Biblioteki Kapitulnej w Łowiczu, prezesa Oddziału Wojewódzkiego (skierniewickiego) Polskiego Towarzystwa Historycznego oraz kapelana więziennego. W okresie stanu wojennego był także kapelanem dla przetrzymywanych działaczy Solidarności.
Był wykładowcą w Łowickim Seminarium Duchownym oraz Mazowieckiej Wyższej Szkole Humanistyczno-Pedagogicznej w Łowiczu.
W 2004 otrzymał tytuł honorowego obywatela Łowicza.

## Publikacje
- Ślub i wesele w więzieniu
- Zalotna łowicka Clio
- Wieże nad Łowiczem
- Stan wojenny w Łowiczu na wesoło
- Życie umysłowe w dawnym Łowiczu
- Kościół św. Jana i inne opowiadania
- Górki Kampinoskie
- Przy bocznym ołtarzu
- Rybak na Rynku
- Dawny Brochów
- Łowicki próg kościoła